# Mézerolles
Mézerolles (picardisch: Mézrole) ist eine nordfranzösische Gemeinde mit 182 Einwohnern (Stand 1. Januar 2022) im Département Somme in der Region Hauts-de-France. Die Gemeinde liegt im Arrondissement Amiens, ist Teil der Communauté de communes du Territoire Nord Picardie und gehört zum Kanton Doullens.

## Geographie
Der größere Teil des besiedelten Gebiets der Gemeinde liegt am rechten (nördlichen) Ufer des Flusses Authie, rund neun Kilometer westnordwestlich von Doullens. Das Gemeindegebiet erstreckt sich bis auf die Hochfläche (Plaine du Fay) südlich des Flusses.

## Toponymie und Geschichte
Der Ortsname wird auf die Bezeichnung Macerias zurückgeführt.
Im Jahr 1204 erlangte Robert de Maiserolles die Herrschaft; 1470 Jeanne de Flavy. Vor der Französischen Revolution war sie im Besitz eines Zweigs der Familie de Mailly.
| 1962 | 1968 | 1975 | 1982 | 1990 | 1999 | 2006 | 2011 |
| ---- | ---- | ---- | ---- | ---- | ---- | ---- | ---- |
| 161  | 155  | 140  | 155  | 160  | 165  | 198  | 196  |

## Verwaltung
Bürgermeister (maire) ist seit 1985 Jean-Pierre Fernet.

## Sehenswürdigkeiten

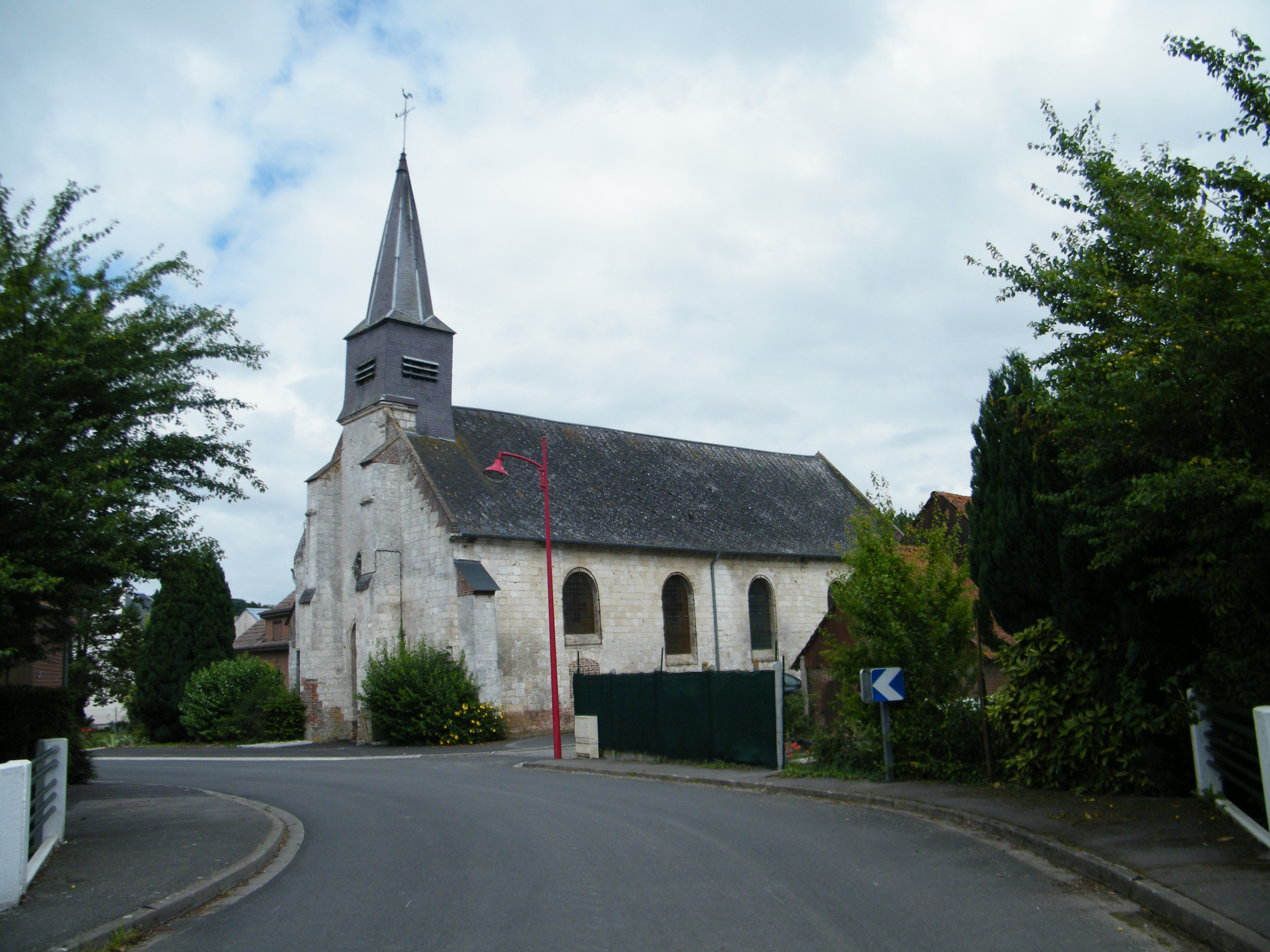
Kirche Saint-Martin

- Kirche Saint-Martin

## Persönlichkeiten
- Der Heilige Fursa (567–um 649) soll in Mézerolles gestorben sein (beigesetzt in Péronne).